# James Hepburn, IV conte di Bothwell
James Hepburn, I duca di Orkney e marchese di Fife, ma più noto con il titolo ereditario di IV conte di Bothwell o semplicemente come Bothwell (Edimburgo, 1534 circa – Dragsholm, 14 aprile 1578), fu lord grand'ammiraglio di Scozia e re consorte di Scozia, come terzo marito della regina Maria Stuarda.

## Biografia
Era figlio di Patrick Hepburn, III conte di Bothwell e di Agnes Sinclair (morta nel 1572), figlia di Enrico, III lord Sinclair. James succedette al padre come conte nel 1556.
Come Grande ammiraglio Bothwell navigò in tutta Europa. Durante una sua visita a Copenaghen, circa nell'anno 1559, conobbe Anna Trondesen Rustung, della quale si innamorò. Anna era una nobile norvegese il cui padre, Christoffer Trondesen Rustung, era un famoso ammiraglio al servizio del Consiglio Reale Danese.

In seguito al loro fidanzamento Anna partì con Bothwell ma, quando furono nelle Fiandre, egli le comunicò di essere completamente senza denaro, e le chiese di vendere tutto quello che possedeva, cosa che lei fece. Dopodiché Anna, abbandonata da Bothwell, fece ritorno in Danimarca presso la sua famiglia. Era molto infelice e si lamentava di Bothwell. A causa del modo in cui venne trattata, Anna giocò un ruolo decisivo, molti anni dopo, per la rovina di Bothwell.

### Incontro con la regina Maria
Bothwell incontrò per la prima volta Maria quando visitò la corte di Francia nell'autunno del 1560, dopo avere lasciato Anna nelle Fiandre. Egli fu ricevuto da Maria e dal suo sposo, il re Francesco II, i quali gli diedero seicento corone e il titolo, con la relativa pensione, di "gentiluomo" della Camera del Re.

Egli fece ancora due visite in Francia, nella primavera e nell'estate del 1561.

Nell'agosto dello stesso anno, la regina Maria, rimasta vedova, dovette fare ritorno in Scozia. In ragione delle sue capacità navali, Bothwell venne incaricato di organizzare una parte del viaggio.
Sembra che presso la corte scozzese Bothwell non fosse gradito, anzi, egli era accusato di complottare contro la corona stessa.

Nel febbraio del 1566 Bothwell si sposò con Jean Gordon, figlia del quarto conte di Huntly Giorgio Gordon. La regina Maria assistette al matrimonio. Quella stessa estate Jean si ammalò gravemente e quasi morì. Il loro matrimonio, comunque durò poco più di un anno, perché essi divorziarono il 7 maggio del 1567, a causa della relazione di Bothwell con la domestica Bessie Crawford.
Già dall'estate del 1566 la regina e Bothwell furono molto uniti. Dopo aver appreso che egli era gravemente malato e in pericolo di vita, Maria intraprese un lungo viaggio per recarsi da lui nel castello di Hermitage, solo alcune settimane dopo avere dato alla luce il figlio Giacomo.

### Morte di Lord Darnley
Il divorzio di Bothwell avvenne tre mesi dopo la morte del secondo marito di Maria, Enrico Stuart, il quale venne assassinato il 10 febbraio del 1567, probabilmente per volere di quei nobili implicati nell'assassinio di Davide Rizzio, segretario e intimo confidente della Regina, che egli aveva tradito. Ancora oggi però i mandanti dell'assassinio di Lord Darnley non sono chiari. Gli storici riportano che all'epoca vennero accusati Maria stessa e Bothwell.
La famiglia di lord Darnley, nella persona di Matthew Stuart conte di Lennox, suo padre, cercò di vendicarne la morte e chiese al Consiglio Segreto di iniziare un procedimento contro Bothwell il 12 aprile 1567. Il giorno fissato Bothwell si presentò all'appuntamento con molto sfarzo: aveva uno splendido cavallo ed era accompagnato da diversi nobili e da tutta la famiglia Hepburn. Il processo iniziò a mezzogiorno e terminò alle sette di sera. Bothwell fu assolto.

Pochi giorni dopo la Regina, accompagnata da Bothwell che reggeva lo scettro, si recò in parlamento, dove il risultato del processo doveva essere ufficializzato, secondo la legge del Paese. Il 19 aprile otto vescovi, nove conti e sette lord apposero la loro firma al documento che passò alla storia con il nome di Ainslie Taverna Bond, con il quale sostenevano la pretesa di Bothwell di sposare Maria.

### Nozze con Maria Stuart
Il 24 aprile Bothwell, a capo di ottocento uomini, rapì o convinse Maria, che stava percorrendo la strada tra il castello di Stirling ed Edimburgo, a seguirlo nel suo castello di Dunbar in modo che egli potesse proteggerla da un pericolo che l'attendeva in città.

Il 12 maggio la regina nominò Bothwell duca d'Orkney e il 15 maggio si sposarono, presso il palazzo di Holyrood, con rito protestante.
La nobiltà scozzese si rivoltò e sollevò un esercito contro Maria e Bothwell. Si confrontarono a Carberry Hill il 15 giugno, ma non ci fu alcuna battaglia, poiché Maria accettò di seguire i lords a condizione che essi lasciassero libero Bothwell. Egli fuggì e da quel momento non rivide mai più Maria, la quale fu imprigionata e costretta ad abdicare in favore del figlio.

A dicembre dello stesso anno i titoli di Bothwell e le sue proprietà vennero confiscati allo scadere della legge votata dal parlamento.

### La vendetta di Anna Rustung
Fuggendo dalla Scozia Bothwell si recò in Scandinavia, nella speranza di reclutare un'armata per rimettere Maria sul trono, ma egli venne arrestato sulle coste della Norvegia, che allora era territorio danese, senza i suoi documenti e venne scortato fino al porto di Bergen. Sfortunatamente per lui questa regione era la terra natale di Anna Rustung, la quale, sostenuta dalla sua potente famiglia, depose contro di lui una querela. Il cugino di Anna, Erik Rosenkrantz persona di alto rango in Norvegia, fece imprigionare Bothwell presso un carcere locale, di modo che Anna potesse avere giustizia per l'abbandono subito anni prima e la restituzione della sua dote. Bothwell riuscì a convincere Anna ad accettare la custodia del suo battello come sorta di risarcimento e sarebbe stato liberato se nel frattempo il re di Danimarca, Federico II, non fosse venuto a conoscenza che la Corona inglese cercava Bothwell, accusato della morte di Lord Darnley. Il Re decise di fare trasferire il prigioniero sul territorio continentale danese.
In principio il re Federico trattò Bothwell in modo onorevole, ma in seguito lo fece trasferire nel castello di Dragsholm, di sinistra reputazione, dove fu tenuto prigioniero in condizioni spaventose. Ancora oggi si può vedere presso il castello una colonna con su scritto: "Fu qui che Bothwell passò gli ultimi dieci anni della sua vita e fu qui che egli morì".

## Ascendenza
|                                        |                                    |                                        | Genitori                          |  |  | Nonni |  |  | Bisnonni                             |  |  | Trisnonni    |  |
|                                        |                                    |                                        |                                   |  |  |       |  |  | Patrick Hepburn, I conte di Bothwell |  |  | Adam Hepburn |  |
|                                        |                                    |                                        |                                   |  |  |       |  |  | Patrick Hepburn, I conte di Bothwell |  |  | Adam Hepburn |  |
|                                        |                                    | Helen Home                             |                                   |  |  |       |  |  | Patrick Hepburn, I conte di Bothwell |  |  |              |  |
| Adam Hepburn, II conte di Bothwell     |                                    |                                        |                                   |  |  |       |  |  | Patrick Hepburn, I conte di Bothwell |  |  |              |  |
|                                        |                                    | Margaret Gordon                        | George Gordon, II conte di Huntly |  |  |       |  |  |                                      |  |  |              |  |
|                                        |                                    | Margaret Gordon                        | George Gordon, II conte di Huntly |  |  |       |  |  |                                      |  |  |              |  |
|                                        |                                    | Margaret Gordon                        | Amnabella Stewart                 |  |  |       |  |  |                                      |  |  |              |  |
| Patrick Hepburn, III conte di Bothwell |                                    | Margaret Gordon                        |                                   |  |  |       |  |  |                                      |  |  |              |  |
|                                        |                                    | James Stewart, I conte di Buchan       | James Stewart                     |  |  |       |  |  |                                      |  |  |              |  |
|                                        |                                    | James Stewart, I conte di Buchan       | James Stewart                     |  |  |       |  |  |                                      |  |  |              |  |
|                                        |                                    | James Stewart, I conte di Buchan       | Giovanna Beaufort                 |  |  |       |  |  |                                      |  |  |              |  |
| Agnes Stewart                          |                                    | James Stewart, I conte di Buchan       |                                   |  |  |       |  |  |                                      |  |  |              |  |
|                                        |                                    | Margaret Murray                        | …                                 |  |  |       |  |  |                                      |  |  |              |  |
|                                        |                                    | Margaret Murray                        | …                                 |  |  |       |  |  |                                      |  |  |              |  |
|                                        |                                    | Margaret Murray                        | …                                 |  |  |       |  |  |                                      |  |  |              |  |
| James Hepburn                          |                                    | Margaret Murray                        |                                   |  |  |       |  |  |                                      |  |  |              |  |
|                                        | William Sinclair, II Lord Sinclair | William Sinclair, I conte di Caithness |                                   |  |  |       |  |  |                                      |  |  |              |  |
|                                        | William Sinclair, II Lord Sinclair | William Sinclair, I conte di Caithness |                                   |  |  |       |  |  |                                      |  |  |              |  |
|                                        | William Sinclair, II Lord Sinclair | Elizabeth Douglas                      |                                   |  |  |       |  |  |                                      |  |  |              |  |
| Henry Sinclair, III Lord Sinclair      | William Sinclair, II Lord Sinclair |                                        |                                   |  |  |       |  |  |                                      |  |  |              |  |
|                                        |                                    | Christina Leslie                       | George Leslie, I conte di Rothes  |  |  |       |  |  |                                      |  |  |              |  |
|                                        |                                    | Christina Leslie                       | George Leslie, I conte di Rothes  |  |  |       |  |  |                                      |  |  |              |  |
|                                        |                                    | Christina Leslie                       | Christian Haliburton              |  |  |       |  |  |                                      |  |  |              |  |
| Agnes Sinclair                         |                                    | Christina Leslie                       |                                   |  |  |       |  |  |                                      |  |  |              |  |
|                                        |                                    | Patrick Hepburn, I conte di Bothwell   | Adam Hepburn                      |  |  |       |  |  |                                      |  |  |              |  |
|                                        |                                    | Patrick Hepburn, I conte di Bothwell   | Adam Hepburn                      |  |  |       |  |  |                                      |  |  |              |  |
|                                        |                                    | Patrick Hepburn, I conte di Bothwell   | Helen Home                        |  |  |       |  |  |                                      |  |  |              |  |
| Margaret Hepburn                       |                                    | Patrick Hepburn, I conte di Bothwell   |                                   |  |  |       |  |  |                                      |  |  |              |  |
|                                        |                                    | Janet Douglas                          | James Douglas, I conte di Morton  |  |  |       |  |  |                                      |  |  |              |  |
|                                        |                                    | Janet Douglas                          | James Douglas, I conte di Morton  |  |  |       |  |  |                                      |  |  |              |  |
|                                        |                                    | Janet Douglas                          | Joan Stewart                      |  |  |       |  |  |                                      |  |  |              |  |
|                                        |                                    | Janet Douglas                          |                                   |  |  |       |  |  |                                      |  |  |              |  |